# 劉文炤
劉文炤（1630年—17世紀），字雪舫，淮安府海州人，明朝、南明人物。

## 生平
劉文炤是孝純皇太后弟弟新樂侯劉效祖的兒子、劉文炳的弟弟，歷任都督同知和右都督。北京失陷時他才十五歲，在侍候母親吃飯，家人匯報城池失守，他的碗筷隨即掉在地上，望著母親。母親帶他和他的兩名女兒登上城樓上吊自殺，但自己掉下來沒有死。兄長劉文炳牽他的手說：「你不應該死，留下性命來延續劉氏血脈。」於是他逃回故鄉。弘光帝即位，讓劉文炤襲封新樂伯，南京淪陷後寄居在高郵，開闢農田種菜直到去世。

## 備註
1. ↑  《明史·卷三百·列傳第一百八十八》作劉文照[1]

## 引用
1. 1 2  《明史·卷三百·列傳第一百八十八》：劉文炳，字淇筠，宛平人。祖應元，娶徐氏，生女，入宮，即莊烈帝生母孝純皇太后也。應元早卒，帝即位，封太后弟效祖新樂伯，即文炳父也。……因追贈應元瀛國公，封徐氏瀛國太夫人，文炳晉少傅，叔繼祖，弟文燿、文照俱晉爵有差。
2. 1 2  錢海岳《南明史·卷三十七·列傳第十三》：劉文炤，字雪舫，海州人。新樂侯效祖子。歷都督同知、右都督。北京亡，文炤年十五，方侍母社飯，家人報城陷，文炤甌脫地，遽起，從母登樓就罄，繯墮不死。兄新樂侯文炳牽其手曰：「汝無可毋死，留延劉氏祀也。」遂逃回故里。
3. ↑  《明史·卷三百·列傳第一百八十八》：（崇禎十七年三月）十九日，文照方侍母飯，家人急入曰：「城陷矣！」文照碗脫地，直視母。母遽起登樓，文照及二女從之，文炳妻王氏亦登樓。懸孝純皇太后像，母率眾哭拜，各縊死。
4. ↑  錢海岳《南明史·卷三十七·列傳第十三》：安宗立，襲伯。南京亡，流寓高郵，闢畦田種菜以終。